# Prunus mira
Prunus mira es una especie de planta del género Prunus, perteneciente a la familia Rosaceae.

## Taxonomía
Prunus mira fue descrita por Bernhard Adalbert Emil Koehne en 1912.

## Distribución
Se encuentra en el territorio centro-sur de China, Nepal y en el Tíbet.